# Comunità montana Val Sangone
La Comunità montana Val Sangone era un comprensorio montano che ha unito, fino al 2009, 6 comuni della val Sangone.

## Storia
Lo scopo principale dell'ente era quello di favorire lo sviluppo della valle nella salvaguardia del patrimonio ambientale e culturale proprio.
Negli anni aveva sviluppato soprattutto le seguenti attività:
- salvaguardia degli alpeggi
- sviluppo del turismo

La sede della Comunità montana si trovava a Giaveno.
A partire dal 28 agosto 2009, l'ente è stato amministrato in regime di commissariamento in virtù del processo di unificazione con le Comunità montane della Bassa valle di Susa e dell'Alta valle di Susa. I tre enti unificati hanno portato alla costituzione della Comunità montana Valle Susa e Val Sangone, la cui elezione dell'organo direttivo è avvenuta il 7 novembre 2009 a Bussoleno.